# Кабуковский, Наум Сергеевич
Наум Сергеевич Кабуковский (14 декабря 1896, Берёзовка, Витебская губерния — 22 сентября 1966) — советский архитектор, градостроитель и управленец. Директор Московского архитектурного института, Гипрогора и Музея русской архитектуры имени Щусева.

## Биография
Родился 14 декабря 1896 года в деревне Берёзовка Великолукской области в крестьянской семье. С 1906 по 1913 год был батраком у помещика. С 1913 по 1915 год был рабочим на различных предприятиях в Царском Селе. В 1915 году был призван в царскую армию. Принимал участие в Первой мировой войне, на Северном фронте. Был ранен, с июля по декабрь 1917 года находился в лазарете Балтийского завода. После излечения вступил Красную гвардию. В апреле 1918 года вступил в РСДРП(б). С июля 1918 года по сентябрь 1919 года служил в Петрограде командиром роты и политическим следователем полка. Принимал участие в Гражданской войне, на Псковском фронте. Занимался ликвидацией бандитизма.
С 1922 года на руководящей работе. В 1922—1923 годах — председатель Богородицкого волисполкома Великолукской области. В 1923—1926 годах — уполномоченный Губсобеза Псковской губернии. В 1926—1927 годах — заведующий уземуправлением Невельского уезда Псковской губернии. В 1927—1929 годах — председатель райисполкома Великолукского района.
В 1930 году окончил Высшие курсы ВЦИК. В 1930—1931 годах работал консультантом НКВД, а в 1931—1933 годах — заместителем управляющего Гипрогора. С 1932 по 1937 год учился в Московском архитектурном институте (МАРХИ), получил специальность «архитектура планировки и проектирования городов и населенных мест». В 1937—1943 годах преподавал на кафедре градостроительства МАРХИ в качестве ассистента.
С 14 сентября 1937 по 2 октября 1940 года Н. С. Кабуковский занимал должность директора МАРХИ. В 1938 году вступил в Союз архитекторов СССР. За время его руководства в институте был издан ряд учебников, проводились научно-методические конференции.
В 1941—1943 годах занимал должность начальника и творческого руководителя архитектурно-планировочной мастерской НККХ Москвы. С 1943 по 1945 год — директор Гипрогора. В 1945—1948 годах — главный консультант по планировке городов и начальник отделения сельской архитектуры управления по делам архитектуры РСФСР. В 1949 году окончил Университет Марксизма-Ленинизма. В 1949—1956 годах — директор Арктикпроекта Главсевморпути. С 30 июля 1956 года до февраля 1962 года — директор Музея русской архитектуры имени Щусева.
Как архитектор-градостроитель выполнил проекты Курган, Малгобек, схему Кызыла, план города Орска (в соавторстве).
Умер 22 сентября 1966 года.